# 楊根郡
楊根郡（ヤングンぐん、ようこんぐん、朝鮮語: 양근군）は、現在の京畿道楊平郡にあった行政区域。
1908年、砥平郡と合併して楊平郡となった。

## 沿革
元は高句麗の楊根郡・去斯斬（コサチャム、朝鮮語: 거사참）・恒陽郡（ハンヤンぐん、こうようぐん、朝鮮語: 항양군）であったが、新羅の景徳王の時、名を浜陽と改めて、沂川郡の領県とした。
高麗初に楊根県と改称、1018年（顕宗9年）に広州の属県になった。1257年（高宗44年）に永化と改称したが、1269年（元宗10年）には益和県と改め、県令を置いた。1356年（恭愍王5年）に楊根郡に昇格し、李氏朝鮮時代にもそのまま従った。
1658年（孝宗9年）、砥平郡に編入されたものの、1668年（顕宗9年）、また楊根郡を置いた。1728年（英祖4年）、県に降格されたが、1741年（英祖17年）に旧に復し、1776年（正祖元年）、再び県に降格されたが、1784年（正祖8年）に旧に復した。
これより先、1747年（英祖23年）に葛山に治所を移しており、1895年（高宗32年）に春川府楊根郡に改編され、1896年（建陽元年）には、また京畿道楊根郡に改編されたものの、1908年9月に砥平郡と合併し楊平郡となった。